# Savanette
Savanette (Savanèt en créole haïtien) est une commune d'Haïti située dans le département du Centre, arrondissement de Lascahobas.

## Démographie
La commune est peuplée de 36 200 habitants(recensement par estimation de 2015).

## Administration
La commune est composée des sections communales de :
- Savannette (ou Colombier)
- La Haye

## Économie
L'économie locale repose sur la production du café. Le secteur de l'industrie du bois contribue à l'activité économique ainsi que l'élevage.